# Andry Rajoelina
Andry Nirina Rajoelina (* 30. května 1974) je madagaskarský politik, současný prezident a vlastník televizní a rozhlasové stanice. 21. března 2009 nechal rozpustit Madagaskarský parlament, vyměnil soudce nejvyššího soudu a prohlásil se za dočasnou hlavu státu, jakožto nejvyššího představitele přechodné vlády Madagaskaru. Do této funkce byl dosazen armádou po politickém puči, který byl následkem tehdejší politické krize. Jeho přechodná vláda skončila v lednu 2014, podruhé funkci hlavy státu vykonává od ledna 2019.

## Politická kariéra
Původním povoláním byl DJ, nyní vlastní televizní a rozhlasovou stanici. Je předsedou hnutí Tanora malaGasy Vonona (TGV, česky Rozhodnutí mladí Malgaši), za které také úspěšně kandidoval 12. prosince 2007 na starostu Antananariva se ziskem 63,3% hlasů. Funkci vykonával až do února 2009 a svými postoji vytvářel silnou opozici tehdejšímu prezidentovi Marcu Ravalomananovi, což vyvrcholilo v pouliční protesty a politickou krizi, která měla za následek intervenci armády a 17. března Ravalomananovo sesazení z funkce prezidenta. O čtyři dny později byl do úřadu prezidenta inaugurován Rajoelina. Mandát mu vypršel v lednu 2014, znovu už nekandidoval. Následné prezidentské volby 17. ledna vyhrál se ziskem 53,49 % hlasů Hery Rajaonarimampianina.
V srpnu 2018 se zaregistroval jako kandidát v nadcházejících prezidentských volbách, konaných v listopadu téhož roku. Svou kampaň zahájil v říjnu, největšími soupeři mu byli rovněž bývalí prezidenti Marc Ravalomanana a Hery Rajaonarimampianina. 7. listopadu postoupil Rajoelina se ziskem 39,23 % hlasů z prvního místa do prosincového druhého kola voleb, kde se jeho protivníkem stal právě Ravalomanana. 10. prosince se konala debata obou uchazečů, samotné druhé kolo proběhlo devět dní poté. I v něm zvítězil Rajoelina, když získal 55,66 % hlasů, jeho protikandidát však označil volby za masivní podvod. Přesto byl Rajoelina v lednu 2019 uveden do úřadu prvním demokratickým předáním moci v historii Madagaskaru.
V červnu 2023 vedlo odhalení francouzské národnosti k zahájení parlamentního vyšetřování, po němž následoval výslech Nejvyššího ústavního soudu skupinou občanů madagaskarské diaspory ve Francii..